# Ulfried
Ulfried ist ein althochdeutscher männlicher Vorname. Ulfried sowie die weniger gebräuchliche Variante Ulfrid sind Nebenformen des Namens Udalfried, der Erbgut, Heimat und Friede bedeutet. Der Namenstag ist am 18. Januar.

## Bekannte Namensträger
- Ulfried Geuter (* 1950), deutscher Psychotherapeut
- Ulfried Haselsteiner (* 1970), österreichischer Tenor
- Ulfrid Neumann (* 1947), deutscher Rechtswissenschaftler